# Rurange-lès-Thionville
Rurange-lès-Thionville é uma comuna francesa na região administrativa de Grande Leste, no departamento de Mosela. Estende-se por uma área de 8,87 km², com 1 630 habitantes, segundo os censos de 1999, com uma densidade de 183 hab/km².